# Пролив Адмирала Кузнецова

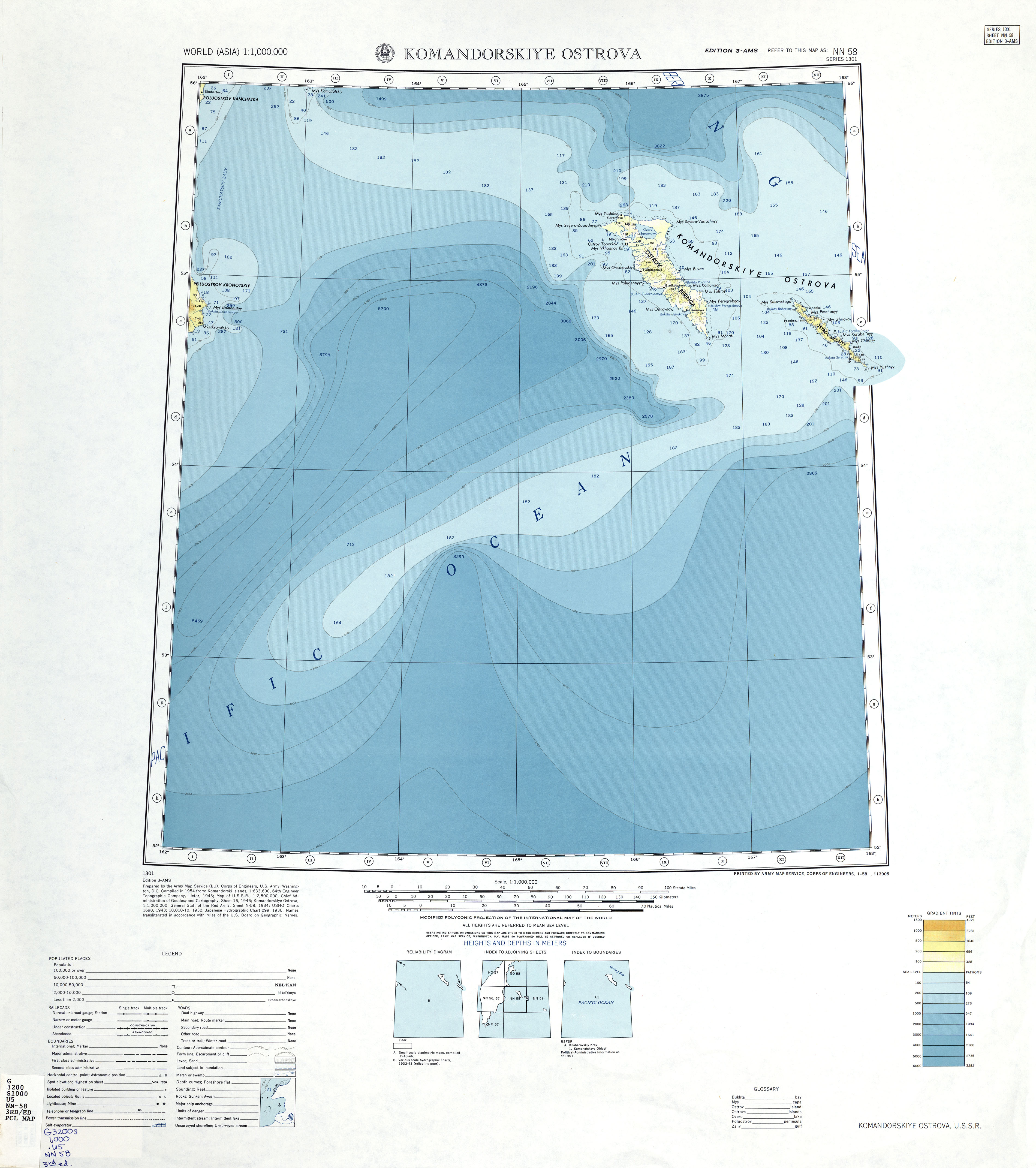
Карта расположения пролива Адмирала Кузнецова

Пролив Адмирала Кузнецова (известен также как Командорский пролив) — пролив в Тихом океане, отделяет остров Беринга на западе от острова Медный на востоке. Соединяет Берингово море и Тихий океан. Самый крупный пролив Командорских островов.
Длина около 30 км. Минимальная ширина 50 км. Максимальная глубина свыше 142 м. Берег обрывистый, скалистый.
На берегах пролива выделяются мысы Сулковского, Котёнок, Красный, Сивучий, Непроходим, Завасильевский (остров Медный), Перегребный, Непропуск, Элина и Монати (остров Беринга). В пролив впадает много рек и ручьёв, крупнейшие из которых Перегребная, Маятниковая и Озёрная. На западном и восточном побережье много подводных и надводных камней. В западной части пролива расположены бухты Перегребная, Маятник, Озёрная, Мальцевская, Казарма, Говорушечья, Эканах, Ликандровская, в восточной части находятся бухты Нерпичья, Речная, Бобровая, Забобровая. У берегов острова Медного находятся остров Сивучий Камень и камни Бобровые.
Пролив получил название в 2004 году в честь Адмирала Флота Советского Союза Николая Герасимовича Кузнецова.
Берега пролива не заселены. Согласно административно-территориальному делению России пролив находится в акватории Алеутского района Камчатского края.